# Mihai Gropșian
 Mihai Gropșian  (n. 3 ianuarie 1870, comuna Sasca Montană, județul Caraș, Banat – d. secolul XX) a fost un deputat la Marea Adunare Națională de la Alba Iulia din 1 decembrie 1918.

## Date biografice
Activând ca avocat în Oravița, județul Caraș, Mihai Gropșian a fost invitat în luna februarie a anului 1919 de către Consiliul Dirigent să facă parte din serviciul Justiției Române, fiind numit Prim Procuror General la Curțile de Apel Târgu Mureș, Cluj și Timișoara.
În anul 1922, din cauza bolii a ieșit la pensie, beneficiind de 13.380 lei lunar.
A fost reprezentantul bănățenilor din județul Caraș, delegatul lor la Marea Adunare Națională de la Alba – Iulia din 1 decembrie 1918 la care s-a decretat unirea Transilvaniei cu România.  Împreună cu Petru Corneanu a înființat Consiliul, iar mai apoi Gărzile Naționale.

## Activitate
Între anii 1922- 1927 a ocupat funcția de Senator din partea Partidului Național.
Tot în anul 1922 a fost ales Decan  al Baroului Timișoara.
A deținut Președinția Avocaților Români Creștini din Timișoara.
A fost deputatul sinodal și congresual al eparhiei Ortodoxe Române Caransebeș. În cadrul eparhiei a fost ales Președinte de onoare al Frăției Ortodoxe.
Ca fost comandant al Gărzii Naționale din Banat și pentru activitatea desfășurată la 1918, Mihai Gropșian  a primit decorația „Regele Ferdinand I”.

## Recunoașteri
- Regele Ferdinand I